# Burcu Köksal
 Burcu Köksal (née le 21 septembre 1974 à Manisa), est une femme politique et avocate turc, vice-présidente du groupe parlementaire Parti républicain du peuple depuis juin 2023. 
Elle est député de Afyonkarahisar depuis juin 2015. Elle fut membre du CHP entre 1999 et 2018. Elle participe à la création du groupe parlementaire du Le Bon Parti en avril 2018, afin que ce dernier puisse participer aux élections générales de 2018, un parti allié du CHP. Elle est l'une des 15 députés à rejoindre le groupe, notamment l'aile droite du parti.
Cependant, cette dernière ne reste membre du parti qu'un seul mois, entre avril et mai 2018, et fini par revenir au sein du CHP peu avant les élections de juin 2018.
Le 3 juin 2023, elle est élue vice-présidente du groupe parlementaire à la Grande Assemblée, sous la présidence du nouvel élu Özgür Özel. 
A l’issue des Élections municipales du 31 mars 2024, elle est officiellement maire de la ville d’Afyonkarahisar.

## Biographie

### Éducation, avocate et vie associative
Burcu Köksal est née le 8 janvier 1980 à Afyonkarahisar, au sein d'une famille d'enseignants. Après avoir terminé ses études à l'école primaire Sahibata, ses études secondaires à l'école secondaire centrale et son lycée à l'école secondaire d'Anatolie d'Afyon. Elle est diplômé de la faculté de droit de l'Université d'Istanbul en 2002.
Elle commence sa carrière d'avocate au barreau d'Afyonkarahisar le 8 mars 2004. En parallèle, elle est membre de l'Association de la pensée ataturkiste (tr), membre de la branche régionale de l'Association contemporaine de soutien à la vie (tr) et de l'Association de protection des consommateurs (tr).

### Parcours politique
Fille d'une famille d'enseignants de gauche, ses premiers souvenirs sont les rassemblements du social-démocrate Erdal İnönü. Lors de ses années au lycée, elle est influencée intellectuellement par ses professeurs. Elle commence à militer au CHP en 1999, lors de la campagne d'Adnan Polat pour la mairie d'Istanbul.
En 2007, elle est élue présidente de la branche provinciale des femmes du Parti républicain du peuple dans la région d'Afyonkarahisar, elle est la plus jeune présidente régionale du parti à cette époque.
Elle est investie lors des élections législatives de juin 2015 et novembre 2015, elle est élue et réélue lors des deux scrutins, dans la circonscription d'Afyonkarahisar.
En avril 2018, elle rejoint le groupe parlementaire du Le Bon Parti (İYİ), à la suite d'un accord de transfert de 15 députés avec le CHP, permettant au parti de participer aux élections de 2018. Les députés du CHP qui ont rallié sont l'aile droite du parti kémaliste. 
Le 10 mai 2018, l'ensemble des 15 députés kémalistes reviennent au sein du parti et du groupe parlementaire, une décision annoncée par le vice-président du groupe de l'époque Özgür Özel, un mois avant les élections législatives de juin 2018.
Lors des élections législatives de mai 2023, elle est réélue députée d'Afyonkarahisar et est élue vice-président du groupe parlementaire Parti républicain du peuple le 3 juin 2023.